# Ochrosperma sulcatum
Ochrosperma sulcatum är en myrtenväxtart som beskrevs av Anthony R. Bean. Ochrosperma sulcatum ingår i släktet Ochrosperma och familjen myrtenväxter.
Artens utbredningsområde är Northern Territory, Australien. Inga underarter finns listade i Catalogue of Life.